# ISO 3166-2:ZM
ISO 3166-2:ZM è la specifica dello standard ISO 3166-2, parte della norma ISO 3166 dell'Organizzazione internazionale per la normazione (ISO), che definisce i codici per i nomi delle principali suddivisioni dello Zambia (il cui codice ISO 3166-1 alpha-2 è ZM).
Attualmente i codici coprono le 10 province. Iniziano con la sigla ZM-, seguita da due cifre.

## Codici attuali
I codici e i nomi sono elencati nell'ordine standard ufficiale pubblicato dalla ISO 3166 Maintenance Agency (ISO 3166/MA).
| Codice | Provincia        |
| ------ | ---------------- |
| ZM-02  | Centrale         |
| ZM-08  | Copperbelt       |
| ZM-04  | Luapula          |
| ZM-09  | Lusaka           |
| ZM-07  | Meridionale      |
| ZM-10  | Muchinga         |
| ZM-06  | Nord-Occidentale |
| ZM-01  | Occidentale      |
| ZM-03  | Orientale        |
| ZM-05  | Settentrionale   |